# Lliga eritrea de futbol
La Lliga eritrea de futbol és la màxima competició futbolística d'Eritrea. Es creà l'any 1994, després d'assolir la independència del país.
Entre 1953 i la independència eritera el 1993, els clubs eritreus participaven en la lliga etíop de futbol, on foren campions 9 cops.

## Clubs participants
- Adulis SC (Asmara)
- Akria FC (Asmara)
- Al-Tahrir FC (Asmara)
- Asmara Brewery FC (Asmara)
- City Center FC (Asmara)
- Denden FC (Asmara)
- Edaga-Hamus FC (Asmara)
- Geza-Banda FC (Asmara)
- Maitemanai FC (Asmara)
- Red Sea FC (Asmara)
- Tesfa FC (Asmara)
- Mdlaw Megbi
- Kinfi FC

## Historial
Font:
Època colonial (1936-1952)
- 1936: desconegut
- 1938: desconegut
- 1939: desconegut
- 1940: no finalitzat
- 1944: desconegut
- 1944-45: GS Asmara
- 1945-46: desconegut
- 1946-47: GS Asmara
- 1947-48: desconegut
- 1949: GS Asmara
- 1950: desconegut

Com a part d'Etiòpia (1952-1993)
- 1962-63: GS Asmara
- 1963-64: GS Asmara
- 1970-71: GS Asmara
- 1973-74: GS Asmara

Després de la independència (1994-...)
- 1994: desconegut
- 1995:  Red Sea FC (1)
- 1996:  Adulis Club (1)
- 1997:  FC Al Tahrir (1)
- 1998:  Red Sea FC (2)
- 1999:  Red Sea FC (3)
- 2000:  Red Sea FC (4)
- 2001:  Hintsa FC (1)
- 2002:  Red Sea FC (5)
- 2003:  Anseba SC (1)
- 2004:  Adulis Club (2)
- 2005:  Red Sea FC (6)
- 2006:  Adulis Club (3)
- 2007:  FC Al Tahrir (2)
- 2008:  Asmara Brewery (1)
- 2009:  Red Sea FC (7)
- 2010:  Red Sea FC (8)
- 2011:  Red Sea FC (9)
- 2012:  Red Sea FC (10)
- 2013:  Red Sea FC (11)
- 2014:  Red Sea FC (12)
- 2015-18: desconegut
- 2019:  Red Sea FC (13)
- 2020-22: desconegut
- 2023:  Red Sea FC (14)
- 2024:  Denden FC (1)